# 沙茨山
47°23′25″N 11°59′04″E / 47.39028°N 11.984306°E

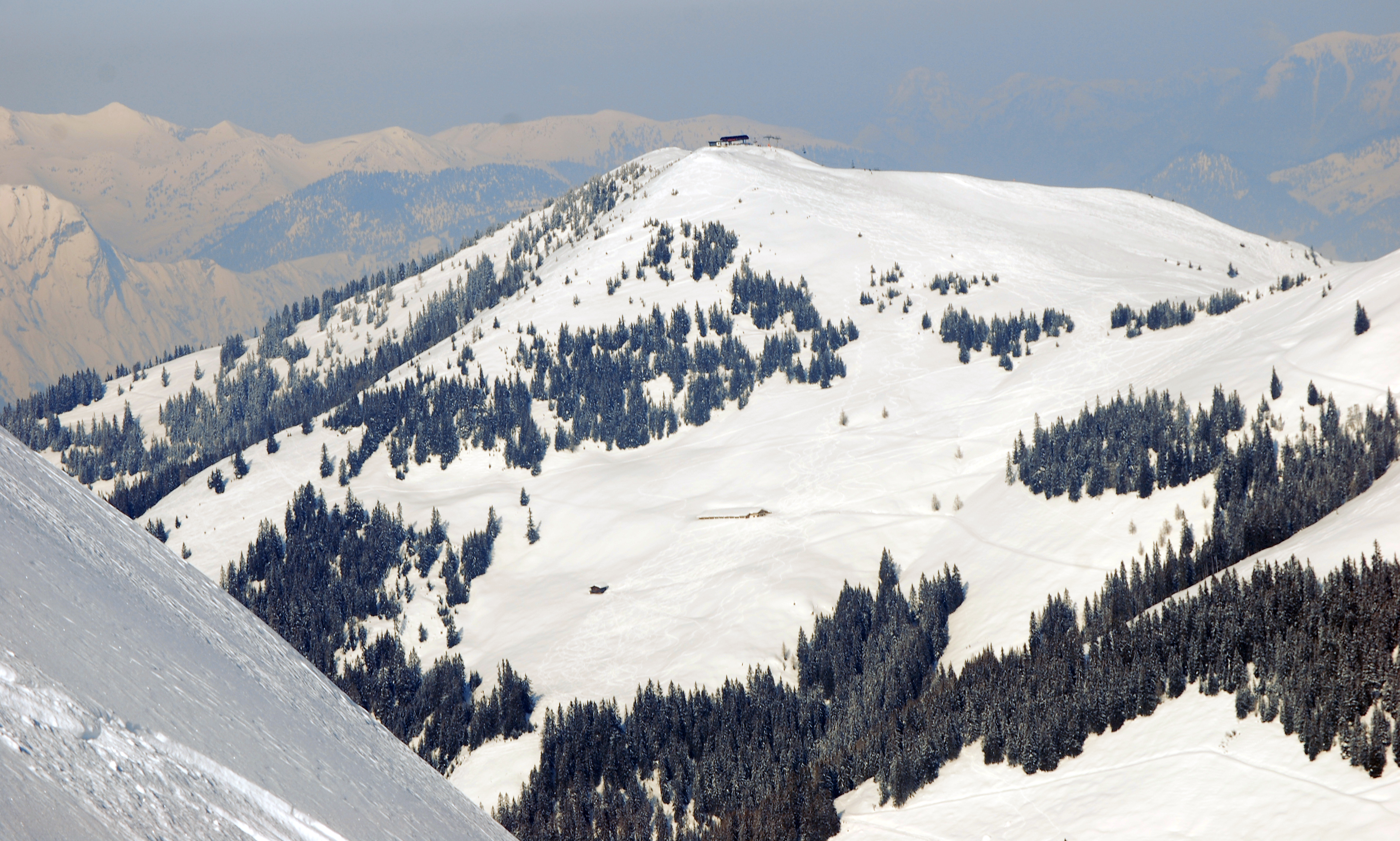

沙茨山（德語：Schatzberg），是奧地利蒂羅爾州的山峰，位於該國西部，屬於基茨比爾阿爾卑斯山脈的一部分，海拔高度1,898米，每年平均降雨量1,971毫米。